# Gabon na Letnich Igrzyskach Olimpijskich 1972
Gabon na Letnich Igrzyskach Olimpijskich 1972 reprezentował 1 zawodnik, mężczyzna.

## Skład kadry

### Boks
Mężczyźni
- Joseph Mbouroukounda
  - waga piórkowa - 33. miejsce